# Ладижинська діброва
Ладижинська діброва — заповідне урочище, розташоване на території Тростянецької громади Гайсинського району Вінницької області (Ладижинське лісництво кв. 39, діл.3, кв. 40, діл. 1). Оголошене відповідно до Рішення облвиконкому № 384 від 18.08.1983 р.
За фізико-географічним районуванням України ця територія належить до Бершадського району області Подільського Побужжя Дністровсько-Дніпровської лісостепової провінції Лісостепової зони. Характерною для цієї ділянки є розчленована глибокими долинами лесова височина з сірими опідзоленими ґрунтами. З геоморфологічної точки зору описувана територія являє собою підвищену ерозійно-акумулятивно-денудаційну сильнохвилясту рівнину.
Клімат території є помірно континентальним. Для нього характерне тривале, нежарке літо, і порівняно недовга, м'яка зима. Середня температура січня становить -6,5°… -6°С. липня +19°…+19,5°С. Річна кількість опадів становить 500—525 мм.
За геоботанічним районуванням України ця територія належить до Європейської широколистяної області, Подільсько-Бесарабської провінції Вінницького (Центральноподільського) округу.
Територія  урочища являє собою  ділянку високопродуктивних еталонних дубово-ясеневих насаджень віком понад 90 років із запасом деревини близько 290 куб.м/га.
Такі лісові угрупування характерні для низькокарбонатних регіонів з сірими лісовими ґрунтами. У складі травостану зростають як звичайні неморальні види, такі як копитняк європейський, зірчатка лісова, маренка пахуча, зеленчук жовтий, так і світлолюбиві субсередземноморські види, такі як підмаренник, перлівка ряба, купина лікарська, осока Мікелі, а також світлолюбиві види лук, узлісь та лісових галявин, такі як дзвоники розлогі, полуниця лісова, вероніка дібровна і лікарська, ломиніс прямий.
В складі флори урочища є також види, занесені в Червону книгу України: лілія лісова, коручка чемерниковидка, зозулині сльози яйцеподібні. Є також популяції малопоширених на Поділля видів, таких як арум Бессера, ряст Марщалла.